# Webera rupestris
Webera rupestris là một loài Rêu trong họ Bryaceae. Loài này được (Dozy & Molk.) Broth. miêu tả khoa học đầu tiên năm 1904.